# Iarova
Iarova è un comune della Moldavia situato nel distretto di Soroca di 1.094 abitanti al censimento del 2004.

## Località
Il comune è formato dall'insieme delle seguenti località (popolazione 2004):
- Iarova (711 abitanti)
- Balinţi (345 abitanti)
- Balinţii Noi (38 abitanti)